# Избирательный ящик
Избирательный ящик (в обиходе часто называется урной для голосования) — ёмкость с прорезью для хранения избирательных бюллетеней. Ящик опечатывается членами избирательной комиссии перед началом голосования, в процессе тайного голосования заполняется бюллетенями избирателей и вскрывается после окончания голосования, для подсчёта поданных голосов.
В ряде стран, для избежания вброса бюллетеней до начала голосования, избирательные урны по закону должны быть прозрачными. За процессом голосования и доступом к урнам могут следить наблюдатели, иногда вводят системы видеонаблюдения.

## Меры по защите избирательных ящиков
Существует ряд мер, повышающих безопасность процесса работы с ящиками. Например, после окончания голосования может потребоваться перевозка ящика или некоторое время перед началом подсчёта, при этом рекомендуется дополнительно опечатывать урны, чтобы исключить возможность помещения в них дополнительных бюллетеней.

## В России
Постановлением Центральной избирательной комиссии РФ от 28 мая 2009 года № 162/1152-5 «О нормативах технологического оборудования для участковых комиссий при проведении выборов, референдумов в Российской Федерации» утверждено изготовление стационарных и переносных ящиков для голосования из легкого полупрозрачного материала белого цвета (светопропускаемостью не менее 25 % и не более 40 %. Замена старых урн должна быть осуществлена до 1 января 2016 г. В соответствии с законом № 364-ФЗ от 21 декабря 2013 года, избирательные комиссии должны перейти на использование прозрачных и полупрозрачных ящиков с 2014 года, на что было предусмотрено порядка 1 млрд рублей.
29 октября 2018 на конференции «Выборы. Сегодня и завтра» председатель Центральной избирательной комиссии России попросила участников предложить русскоязычный синоним терминам «избирательная урна», «избирательный ящик», не вызывающий негативных ассоциаций.

## Фотографии
- Избирательная урна на выборах в Думу РФ в декабре 2007
- Американское изобретение XIX в.: избирательная урна, позволяющая удобно и технологично вбрасывать поддельные бюллетени
- Избирательный ящик на Крымском референдуме в 2014 г.
- Избирательные ящики на Выборах Президента Украины 2019 года